# Макаревская, Евгения Александровна
Евгения Александровна Макаревская (25 сентября [8 октября] 1901, Лебедянь, Тамбовская губерния — 29 августа 1966, Тбилиси) — советский учёный в области физиологии и анатомии растений. Доктор биологических наук с 1961 года.

## Биография
Родился 25 сентября 1901 года в городе Лебедянь Тамбовской губернии. В 1924 году окончила отделение садоводства и огородничества Московской сельскохозяйственной академии имени К.А. Тимирязева; представила работу о биохимическом составе крымских сортов винограда. В 1926—1936 годах на научной работе в Тбилисском институте ботаники. Одновременно читала курс физиологии растений в Тбилисском всесоюзном институте субтропических культур. В 1938 году защитила диссертацию на тему: «Выяснение условий наиболее эффективной прививки лозы».
Умерла в Тбилиси 29 августа 1966 году.

## Научная деятельность
Основные научные работы посвящены физиологии и биохимии регенерационных процессов виноградного растения; изучение содержания белковых веществ и динамики углеводов в ростке винограда, углеводного комплекса в подвоях подвоях и во время хранения, прививки и стратификации; патологической анатомии корней в связи с повреждением виноградного растения филлоксерой и др. Автор 80 научных трудов, в том числе одной монографии. Среди трудов:
- Общие реакции в растениях при различных повреждающих воздействиях.- Докл. АН СССР, 1951, т. 78, вып. 4;
- Физиология регенерационных процессов у виноградной лозы.- Тбилиси, 1966.

## Награды
- Заслуженный деятель науки Грузинской ССР (1962);
- Награждена орденом Ленина, орденом Трудового Красного Знамени.